# 165. вечити дерби у фудбалу
165. вечити дерби је фудбалска утакмица која је одиграна 19. септембра 2021. године на Стадиону Партизана у Београду. Ова утакмица је играна у оквиру 9. кола Суперлиге Србије у сезони 2021/22, а завршена је нерешеном резултатом 1:1 (1:0). Главни судија на утакмици био је Новак Симовић из Ловћенца.
Директан телевизијски пренос утакмице емитован је на каналу Арена спорт 1. Партизан је утакмицу дочекао са два бода предности над ривалом. Оба тима су три дана раније забележила победе у европским такмичењима — Звезда је на домаћем терену резултатом 2:1 савладала Брагу у УЕФА Лиги Европе, а Партизан је као гост победио кипарски Анортозис са 2:0 у УЕФА Лиги конференцијe.
Црвено-бели нису могли да рачунају на повређене Бена и Павкова, док су црно-бели наступили без Суме и Пантића.
Играчи оба клуба на терен су изашли у мајицама са ликом некадашњег фудбалера и тренера Радована Радаковића, који је од 2000. до 2004. године био голман Партизана. Наиме, Радаковићу је крајем 2020. године дијагностификована тешка болест желуца, али некадашњи чувар мреже црно-белих није имао довољно средстава да покрије високе трошкове лечења. На мајицама које су фудбалери носили била је истакнута и информација о томе како се Радаковићу може новчано помоћи путем слања СМС порука.
Такође, уочи почетка утакмице одржан је минут ћутања Душану Дуди Ивковићу, српском кошаркашу и кошаркашком тренеру који је преминуо три дана раније. Ивковић је тренерску каријеру започео на клупи Партизана, а као селектор је кошаркашке репрезентације СФРЈ, СРЈ и Србије одвео укупно до три европске и једне светске титуле, као и до сребрне медаље на Олимпијским играма.
Ово је био први сусрет београдских вечитих ривала на коме је примењен помоћни систем суђења путем коришћења видео-технологије (тзв. ВАР систем). Први ВАР судија у историји вечитог дербија био је Срђан Јовановић, а улогу његовог помоћника обављао је Урош Стојковић. Прва интервенција ВАР арбитара десила се у 49. минуту, када је нападач Партизана Рикардо Гомеш затресао мрежу црвено-белих. Главни судија је погодак поништио због тога што је бек црно-белих Слободан Урошевић прво начинио прекршај над Звездиним беком Миланом Родићем, а тек потом додао лопту стрелцу Гомешу. ВАР судије су након прегледа ситуације потврдиле одлуку главног судије.